# Caloenas
Caloenas is een geslacht van de vogelfamilie der Columbidae. Het geslacht telt één nog bestaande soort plus twee uitgestorven soorten. Er bestaat nog enige twijfel over de plaatsing van Caloenas maculata, maar de meeste ornithologen plaatsen de soort binnen dit geslacht.

## Soorten
- Caloenas nicobarica – Manenduif

### Uitgestorven
- †Caloenas canacorum
- †Caloenas maculata – Liverpoolduif